# Get Your Wish
Get Your Wish è un singolo del musicista e cantante statunitense Porter Robinson, pubblicato con la Mom + Pop.
La canzone parla di come l'artista ha superato i suoi problemi utilizzandoli come dei vantaggi per poter ottenere i suoi desideri e di come consiglia di fare ciò a chi è in difficoltà.